# Victoria (Buenos Aires)
Pour l’article homonyme, voir Victoria.
Victoria est une ville de la province de Buenos Aires en Argentine. Elle fait partie du Grand Buenos Aires.

## Histoire
La ville abrite le club de football du Club Atlético Tigre, évoluant en première division.